# Cəlilabadi járás
A Cəlilabadi járás (azeri nyelven:Cəlilabad rayonu) Azerbajdzsán egyik járása. Székhelye Cəlilabad.

A Cəlilabadi járás elhelyezkedése Azerbajdzsánban

## Népesség
- 1999-ben 169 960 lakosa volt, melyből 169 511 azeri, 404 orosz, 20 tatár, 5 török, 4 lezg, 3 zsidó, 1 örmény.
- 2009-ben 192 320 lakosa volt, melyből 192 136 azeri, 122 orosz, 24 talis, 7 lezg, 6 tatár, 6 török, 6 ukrán és 13 egyéb.